# Tiêu thụ cần sa

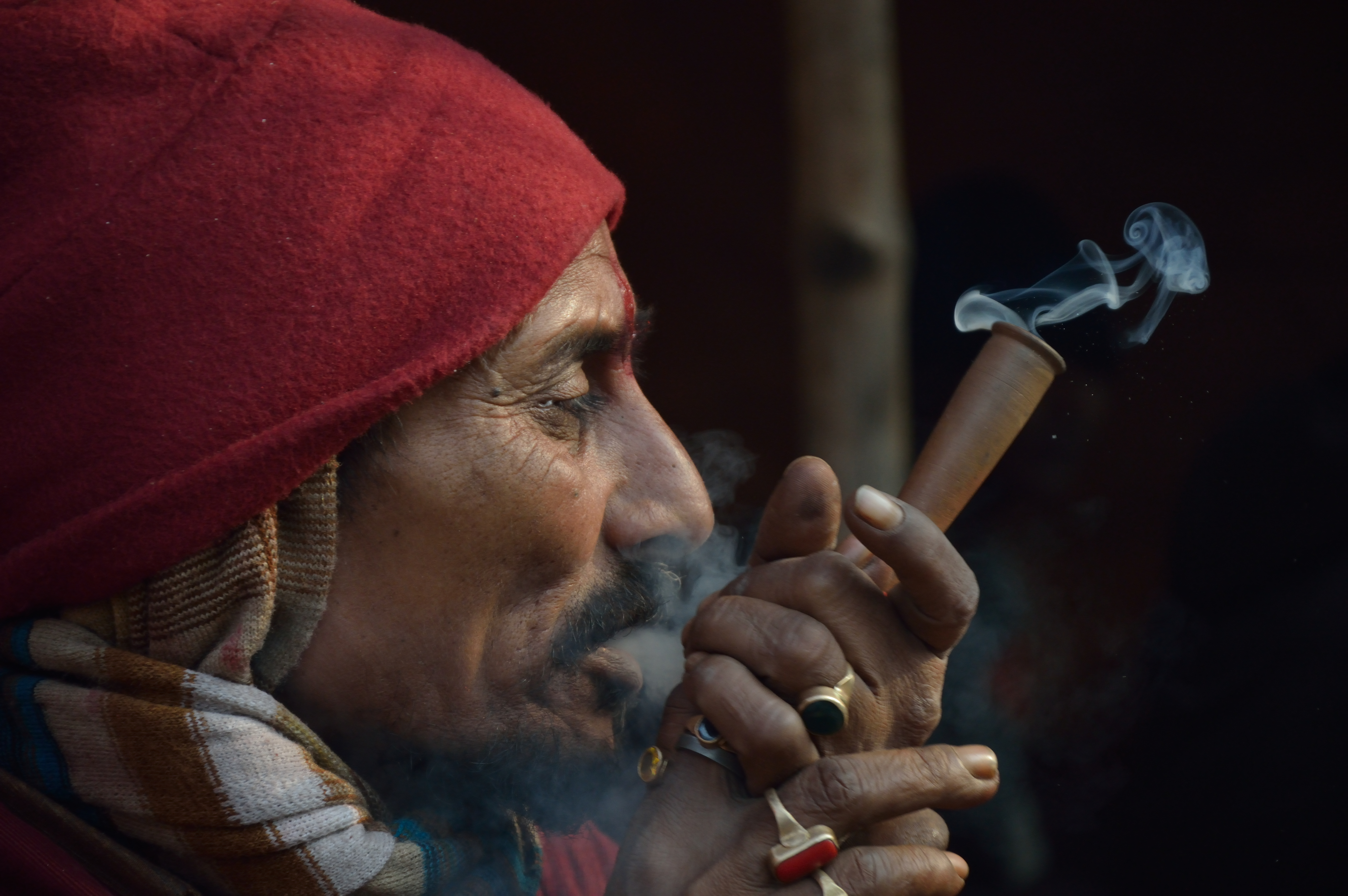
Một người đàn ông đang hút cần ở thành phố Côn-ca-ta, Ấn Độ.

Tiêu thụ cần sa ý chỉ đến sự đa dạng các phương thức tiêu thụ cần sa, trong đó việc hít vào (bao gồm hút và thông qua bình xịt) cũng như ăn vào bụng là những cách phổ biến nhất. Mọi phương thức tiêu thụ đều liên quan đến việc đốt nóng chất THCA từ cây cần sa nhằm tách carboxyl thành chất THC, cả vào thời điểm tiêu thụ lẫn trong quá trình chuẩn bị.